# Best Thang Smokin’
Best Thang Smokin’ – drugi solowy album rapera Young Dro, wydany 29 sierpnia 2006 roku. Pierwszym singlem z płyty był utwór "Shoulder Lean" z gościnnym udziałem T.I.
Na płycie usłyszymy takich wykonawców jak T.I., Slim Thug, czy żeńską grupę hip-hopową Xtaci.
Produkcją płyty zajęli się Jazze Pha, Chad West, Lil' C, Keith Mack, Khao, Nitti, John Frye i Develop.

## Lista utworów
| Nr | Tytuł                             | Producent                     | Goście    | Czas |
| -- | --------------------------------- | ----------------------------- | --------- | ---- |
| 1  | "They Don't Really Know Bout Dro" | Kevin "Khao" Cates            |           | 4:09 |
| 2  | "Man in the Trunk"                | Nitti                         |           | 4:28 |
| 3  | "Presidential"                    | Kevin "Khao" Cates            |           | 4:05 |
| 4  | "Shoulder Lean"                   | Lil' C                        | T.I.      | 4:20 |
| 5  | "U Don't See Me"                  | Jazze Pha                     | Slim Thug | 4:38 |
| 6  | "Rubberband Banks"                | Lil' C                        |           | 4:49 |
| 7  | "We Lied"                         | Keith Mack                    |           | 4:14 |
| 8  | "My Girl"                         | Lil' C                        | T.I.      | 5:22 |
| 9  | "100 Yard Dash"                   | Develop                       | Xtaci     | 2:59 |
| 10 | "Hear Me Cry"                     | Chad West                     |           | 4:04 |
| 11 | "Gangsta"                         | Lil' C                        |           | 4:53 |
| 12 | "High Five"                       | P-NO The Matrikks Productions |           | 3:52 |
| 13 | "Fresh"                           | Jazze Pha                     |           | 4:22 |
| 14 | "What It Is"                      | Jazze Pha                     |           | 3:47 |
| 15 | "It Ain't Over"                   | Big Reese                     |           | 4:47 |

## Single
- 2006: Shoulder Lean (feat. T.I.)
- 2006: Rubberband Banks

## Teledyski
- 2006: Shoulder Lean (feat. T.I.)
- 2006: Rubberband Banks